# Roberto Ribaud
Roberto Ribaud (Taranto, 30 giugno 1961) è un ex velocista italiano, specializzato nei 400 metri piani, è stato quattro volte campione nazionale e 43 volte nazionale, ha partecipato ad una edizione dei Giochi olimpici, due mondiali e tre europei.

## Biografia
Frazionista e primatista italiano della staffetta 4×400 metri con il tempo di 3'01"37 stabilito il 31 agosto 1986 in occasione dei Campionati europei di Stoccarda. Con 45"69 è detentore della 11ª prestazione italiana di tutti i tempi sui 400 m.

## Palmarès
| Anno | Manifestazione          | Sede        | Evento            | Risultato    | Prestazione | Note                          |
| ---- | ----------------------- | ----------- | ----------------- | ------------ | ----------- | ----------------------------- |
| 1982 | Europei                 | Atene       | Staffetta 4x400 m | 6º           | 3'03"21     |                               |
| 1983 | Mondiali                | Helsinki    | Staffetta 4x400 m | 5º           | 3'05"10     |                               |
| 1983 | Mondiali                | Helsinki    | 400 m             | elim. batt.  | squal.      |                               |
| 1983 | Giochi del Mediterraneo | Casablanca  | 400 m             | 4º           |             |                               |
| 1983 | Giochi del Mediterraneo | Casablanca  | Staffetta 4×400 m | Argento      | 3'04"54     | [ 2 ]                         |
| 1984 | Giochi olimpici         | Los Angeles | Staffetta 4x400 m | 5º           | 3'01"44     |                               |
| 1986 | Europei                 | Stoccarda   | 400 m             | elim. semif. | 45"69       | Miglior prestazione personale |
| 1986 | Europei                 | Stoccarda   | Staffetta 4x400 m | 4º           | 3'01"37     | Record nazionale              |
| 1987 | Mondiali                | Roma        | 400 m             | batt.        | 46"37       |                               |
| 1987 | Mondiali                | Roma        | 400 m             | elim. quarti | 46"68       |                               |
| 1990 | Europei                 | Spalato     | Staffetta 4x400 m | 4º           | 3'01"78     |                               |
| 1990 | Europei                 | Spalato     | 400 m             | elim. semif. | 47"39       |                               |

## Altre competizioni internazionali
1981
- Oro in Coppa Europa ( Zagabria), staffetta 4x400 m - 3'01"42 [3]

## Campionati nazionali
Ribaud in carriera si è laureato quattro volte campione nazionale assoluto, una all'aperto e tre indoor, sempre sui 400 metri piani
1981
- Oro ai Campionati nazionali italiani indoor, 400 m - 47"82[4]

1982
- Oro ai Campionati nazionali italiani indoor, 400 m - 48"08[4]

1983
- Oro ai Campionati nazionali italiani, 400 m - 46"41[5]

1985
- Oro ai Campionati nazionali italiani indoor, 400 m - 46"81[4]

1986
- Argento ai campionati italiani assoluti, 400 m piani - 46"33
- Oro ai campionati italiani assoluti, staffetta 4x400 m - 3'06"13

1987
- Argento ai campionati italiani assoluti indoor, 400 m piani - 46"86